# Дитионаты
Дитионаты — группа химических соединений, соли дитионовой кислоты. Общая формула Me2S2O6, где Ме — металл, соединяющийся с дитионат-анионом. Химическая формула иногда записывается в полуструктурном формате, как [O3SSO3]2−. Это первый член политионатов.
Дитионат-ион может действовать как бидентатный лиганд..

## Соединения
- Дитионат лития
- Дитионат никеля(II)
- Дитионат рубидия
- Дитионат свинца(II)